# مارسيل ماير
مارسيل ماير (بالفرنسية: Marcelle Meyer)‏ هي عازفة بيانو فرنسية، ولدت في 22 مايو 1897 في ليل في فرنسا، وتوفيت في 17 نوفمبر 1958 في الدائرة الخامسة عشرة في باريس في فرنسا.

## وصلات خارجية
- مارسيل ماير على موقع IMDb (الإنجليزية)
- مارسيل ماير على موقع ميوزك برينز (الإنجليزية)
- مارسيل ماير على موقع أول ميوزيك (الإنجليزية)
- مارسيل ماير على موقع ديسكوغز (الإنجليزية)